# Даниэль Аугуст
Даниэль Аугуст Харальдсон — исландский сольный исполнитель и солист групп GusGus, Nýdönsk и Esja. В 1989 году участвовал в Евровидении, представляя Исландию с песней «Það sem enginn sér», впоследствии заняв 22-е место.

## Биография
Даниэль Аугуст Харальдсон родился 26 августа 1969 года в Стокгольме, Швеция. Впоследствии переехал в Данию, и затем в Исландию.
Участвовал в выпуске 5 альбомов с Nýdönsk, основанной в момент его обучения в колледже, все из которых были хорошо восприняты критиками и получили широкое признание на его родине. После этого он выпустил альбом вместе с электронной рок-группой Bubbleflies.
По итогам Icelandic Music Awards 1993 был признан певцом года.
Примерно в это же время Даниэль начал выступать в Национальных и муниципальных театрах, играя роли в таких мюзиклах, как «Вестсайдская история», «Иисус Христос — суперзвезда» («Понтий Пилат») и «Stone Free». Режиссёры Арни и Кински пригласили его сыграть главную роль в короткометражном фильме «Наутн». Именно с этого момента Даниэль основал GusGus в 1995 году (Вместе с Кински). GusGus стал самым коммерчески успешным музыкальным проектом Даниэля на сегодняшний день, продав более 300 тысяч пластинок и гастролей по всему миру.
В 2000 году Дэниэль временно покинул GusGus, чтобы продолжить сольную карьеру, а также писать музыку для телевизионных и документальных фильмов и сочинять музыку для компании Iceland Dance.
Его первый сольный альбом «Swallowed a Star» был выпущен на лейбле «One Little Indian» в Европе (2005) и Северной Америкой (2006).
В течение всего времени, предшествовавшего его первому сольному альбому, Даниэль активно участвовал в участии в Венецианской биеннале в 2005 году, представляя Исландию. Это включало: актерство, совместное руководство и редактирование фильма, а также контроль за саундтреком к нему.
Второй сольный альбом Дэниэля, The Drift, вышел в 2011 году.

## Возвращение в GusGus
Дэниэль вернулся в GusGus в 2007, и участвовал в записи всех последующих альбомов.

## Дискография
GusGus
- Forever (2007)
- 24/7 (2009)
- Arabian Horse (2011)
- Mexico (2014)
- Lies Are More Flexible (2017)

Альбомы
- Swallowed a Star (2005)[12]
- The Drift (2011)

Синглы/Мини-альбомы
- If You Leave Me Now (2005)
- Það Sem Enginn Sér / No One Knows (1989)
- The Moss (2007)

Приглашенный исполнитель
- Filur Feat. Daniel August* — Welding Love (2010)